# Guatteria dura
Guatteria dura é uma espécie de magnólia. Foi descrito pela primeira vez por Robert Elias Fries. Guatteria dura pertence ao gênero Guatteria e à família Annonaceae.
Este tipo de planta pode ser encontrado em:
- Venezuela

Não existe esse tipo listado.